# 御旅屋
御旅屋（おたや）は、江戸時代の加賀藩で藩主の鷹狩、民情視察の際に宿泊や休憩のために使用された施設のこと。参勤交代の際にも宿泊施設として使用されていた。加賀藩の領内に7-10か所は存在したといわれている。

## 概説
一般的に小さな藩で鷹狩が行われる場合は「御本陣」と称して、臨時に民家を借り上げて使用されることが多かったが、加賀藩では専用の施設である御旅屋を設けた。御旅屋の建物で現存するのは、富山県高岡市戸出町にある御旅屋門のみである。

## 主な御旅屋

### 高岡御旅屋
高岡御旅屋（たかおかおたや）は、現在の富山県高岡市御旅屋町にかつて存在した御旅屋。
鷹狩や参勤交代の際に加賀藩主が高岡に宿泊するために使われていたとされる。現在の御旅屋通りに面して建てられていた。最初につくられたのは慶長20年（1615年）-寛永2年（1625年）頃と考えられている。1度火災に見舞われており、寛文4年（1664年）に再建されたことが分かっている。
3代藩主前田利常から5代藩主前田綱紀の時代は頻繁に使用されていたが、それでも使用するのは年に1-2回で、維持管理の問題もあり、正徳5年（1715年）以降はほとんど使用されなくなった。
そこで加賀藩は享保13年（1728年）に高岡御旅屋を取り壊し、高岡御旅屋御虫乾所（武具の虫干しをする施設）を開いた。この施設も延享5年（1748年）に取り壊され、その後、御武具御土蔵（武具の倉庫）が開かれた。慶応3年（1868年）に御武具御土蔵の武具が金沢に移された後、1880年（明治13年）に約35,700m2の土地は藩庁から民間へ売却され、約250年続いた藩の施設はなくなった。
現在は「御旅屋町」、「御旅屋通り」（高岡最大のアーケード街）、「御旅屋セリオ」などの地名にその面影を残す。

### 戸出御旅屋

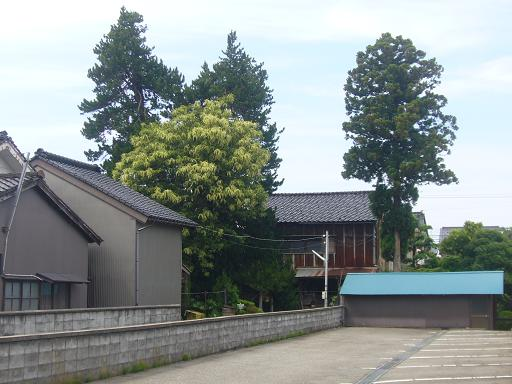
戸出御旅屋跡

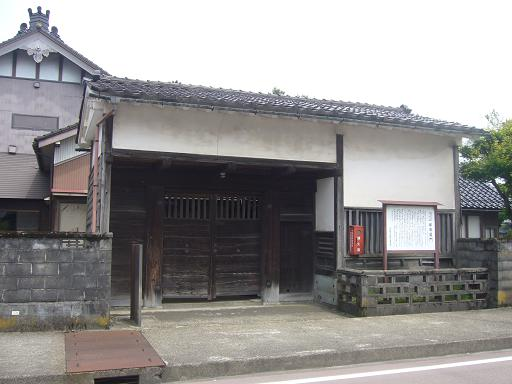
御旅屋門

戸出御旅屋（といでおたや）は、現在の富山県高岡市戸出町にかつて存在した御旅屋。
3代藩主前田利常の命により、寛永19年（1642年）11月に建造されたもので、場所は現在の戸出町3丁目にあたる。敷地は「戸出の四つ角」から戸出野神社の参道に至る場所で、現在は北陸銀行戸出支店などがある。
建造当初の敷地面積は6,765m2（2,050坪）で、東西85m、南北90mに亘っていた。四方に高い土塀があり、正門を中心に三方には空堀が掘られ、裏側（南側）には深い水堀があった。敷地内には貯水池もつくられ、有事の際には城砦として使用できる建物だった。
貞享3年（1686年）8月、5代藩主前田綱紀の治世に加賀藩の所有していた戸出御旅屋は、当時の管理責任者の川合又右衛門（川合家）に無償で払い下げられた。戸出御旅屋が加賀藩の宿泊施設として使用されたのは、建築後45年間だけだった。
その後、建物は加賀藩有数の大庄屋だった川合家の屋敷として代々使用されたが、昭和時代初期に川合家から吉田仁平へ売却され、さらに1952年（昭和27年）には戸出町の所有となり、公民館として使用された。
1958年（昭和33年）、戸出町から民間へ払い下げられた際に門以外の建物は壊されてしまった。その後、門は町の有志により買い取られ、川合家の菩提寺である永安寺に人力で2晩かけて移動された。この門が現在の御旅屋門である。この門は高岡市指定文化財（建造物）に指定されている。
現在の戸出御旅屋跡には「戸出の高野槙」と呼ばれる樹齢約380年のコウヤマキが残っている。このコウヤマキは川合又右衛門が初代藩主前田利家を弔うために高野山に参拝した際に持ち帰ったと伝えられ、高岡市保存樹木に指定されている。右上の画像の左側の最も高い木が「戸出の高野槙」である。
また、加賀藩の時代から使われていた「御膳水井戸」も残っており、現在も枯れずに水が滾々と湧き出ている。この井戸水は歴代の加賀藩主も飲んでいたと考えられている。

### 杉木新町御旅屋
杉木新町御旅屋（すぎのきしんまちおたや）は、現在の富山県砺波市にかつて存在した御旅屋。
寛文4年（1664年）、5代藩主前田綱紀が鷹狩に訪れるのに合わせ、中神村の義右衛門が建造した。この御旅屋にあった井戸は現在も砺波市本町に残っており、「御旅屋の井戸」として砺波市指定文化財に指定されている。

### 大清水御旅屋
大清水御旅屋（おおしみずおたや）は、現在の富山県高岡市戸出大清水に存在した御旅屋。
この御旅屋があった地域の周辺には現在でも「御旅屋」という名字が残っている。

### 魚津御旅屋
魚津御旅屋（うおづおたや）は、現在の富山県魚津市本町に存在した御旅屋。
魚津御旅屋は、北陸道が富山湾の魚津海岸沿いを通る場所にあり、加賀藩の他に支藩である富山藩、大聖寺藩の御旅屋であった。加賀藩当主である前田綱紀や前田治脩がこの地で蜃気楼を目撃しており、天明8年（1788年）の『魚津古今記』では、加賀藩当主である前田綱紀が魚津で蜃気楼を見て吉兆であると｢喜見城｣（きけんじょう＝須弥山の頂上の忉利天にある帝釈天の居城）と名づけたと記されている。前田治脩は、寛政9年（1797年）4月に江戸から金沢への参勤交代帰城道中に蜃気楼を発見し、その絵（『喜見城之図』）を描かせたと伝えられている。
魚津御旅屋跡は現在「大町海岸公園」となっているが、この公園は御旅屋跡としての場所が特定でき、歴史的背景もあり、現在も蜃気楼を見ることができる景勝地であることから、2020年（令和2年）3月10日に、「魚津浦の蜃気楼（御旅屋跡）」として国の登録記念物（景勝地）に登録されている。

### 津幡御旅屋
津幡御旅屋（つばたおたや）は、現在の石川県河北郡津幡町加賀爪に存在した御旅屋。
天正12年（1584年）、末森城救援のために津幡まで来た前田利家は、肝煎の佐々木半右衛門の案内で、北国街道と七尾往還の分岐である松本甚之丞宅で佐々軍の越中退却に備えた謀議を行った。松本甚之丞家は佐々木半右衛門家の分家筋で、利家に言われて前田軍の旗指物を多く作り、それを津幡で掲げたので、佐々軍は万一を考えて津幡を通らずに越中に戻った。この功により佐々木半右衛門は十村役となり、松本甚之丞は末森城の本丸の建物を拝領して津幡に移築し、御旅屋とした。甚之丞の子孫は代々小右衛門と名乗り扶持をうけて御旅屋守をつとめた。畳数370、周囲1,632間、非常に素朴で荘厳であったといわれる。1877年（明治10年）8月28日焼失。

### その他の御旅屋
- 常国御旅屋（富山県高岡市常国）
- 浦山御旅屋（富山県黒部市宇奈月町浦山）
- 今石動御旅屋（富山県小矢部市今石動町）
- 粟崎御旅屋（石川県金沢市粟崎町）